# NHK 도야마 방송국
NHK 도야마 방송국(富山 放送局)은 도야마현을 방송구역으로 하는 NHK의 지역방송국이며 중파·FM라디오·텔레비전 방송을 담당하고 있다.

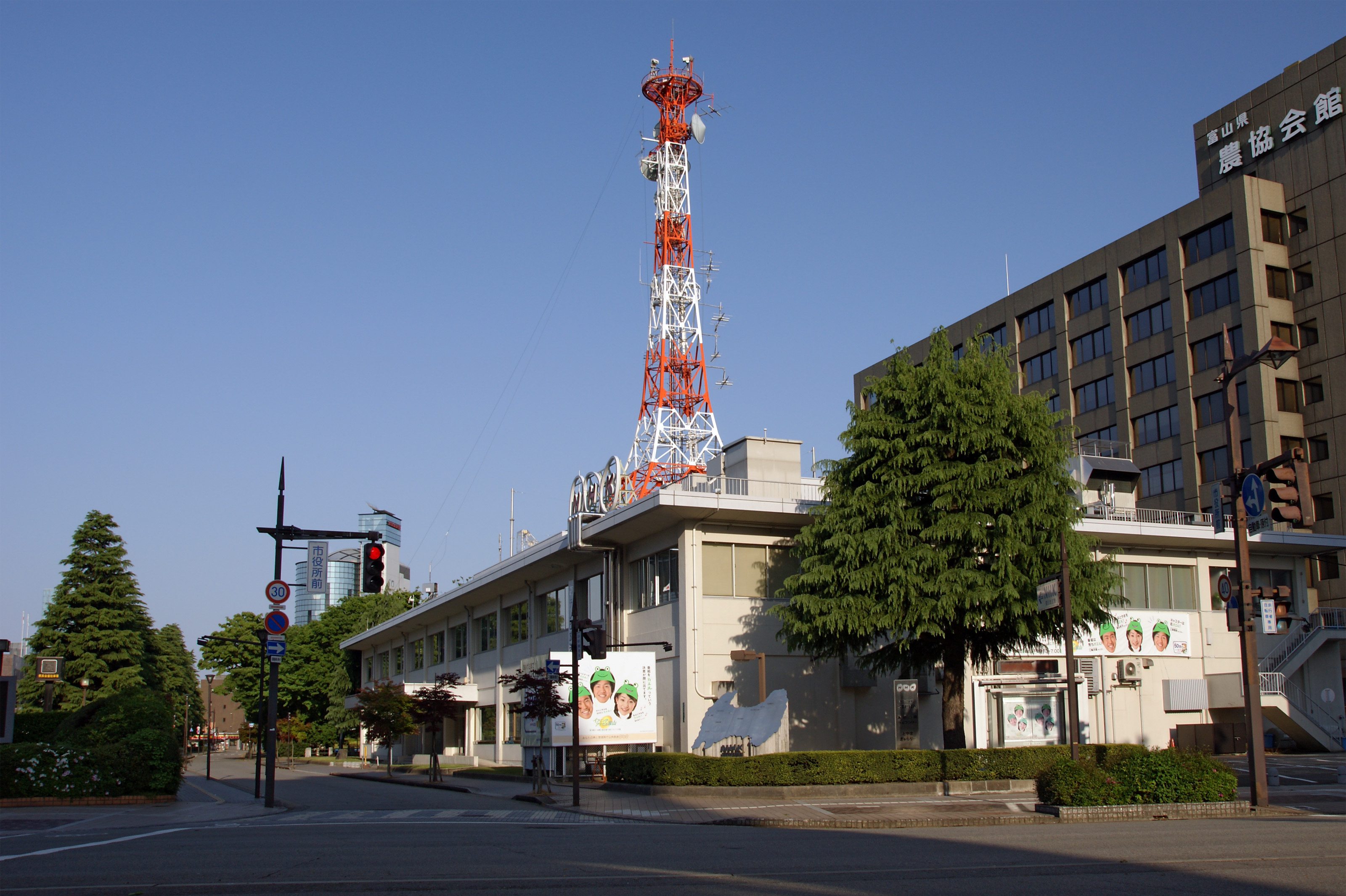
NHK 도야마 방송국

## 연혁
- 1935년 12월 13일 개국, 라디오 제1방송 개시
- 1949년 1월 3일 라디오 제2방송 개시
- 1958년 10월 15일 텔레비전 방송 개시(종합 텔레비전)
- 1961년 4월 1일 교육 텔레비전 개시
- 1962년 종합 텔레비전 컬러 방송 개시
- 1964년 FM방송 개시
- 1985년 종합 텔레비전 음성다중방송을 개시
- 1986년 문자방송 개시
- 2004년 10월 1일 종합, 교육 텔레비전 지상 디지털 텔레비전 방송 개시
- 2011년 7월 24일 지상파 아날로그 텔레비전 방송 종료

## 채널·주파수
- 종합 텔레비전 도야마본국 27ch(JOIG-DTV)
- 교육 텔레비전 도야마본국 24ch(JOIC-DTV)
- 라디오 제1방송 도야마본국 648kHz(콜사인:JOIG)
- 라디오 제2방송 도야마본국 1035kHz(콜사인:JOIC)
- FM방송 도야마본국 81.5MHz(콜사인:JOIG-FM)

## 도야마현에 있는 다른 텔레비전·라디오 방송국
- 기타니혼 방송(KNB)(TV는 니혼 TV 계열, 라디오는 JRN・NRN 계열)
- 튤립 TV(TUT)(도쿄 방송 계열)
- 도야마 TV 방송(BBT)(후지 TV 계열)
- 도야마 FM방송(JFN계열)